# Spilosmylus flavicornis
Spilosmylus flavicornis är en insektsart som först beskrevs av Robert McLachlan 1875.
Spilosmylus flavicornis ingår i släktet Spilosmylus och familjen vattenrovsländor. Inga underarter finns listade i Catalogue of Life.